# Headcorn
Headcorn – wieś w Anglii, w hrabstwie Kent, w dystrykcie Maidstone. Leży 14 km na południowy wschód od miasta Maidstone i 65 km na południowy wschód od centrum Londynu. W 2001 miejscowość liczyła 3241 mieszkańców.